# KFC Arendonk Sport
Koninklijke Football Club Arendonk Sport is een Belgische voetbalclub uit Arendonk.

## Geschiedenis
De club werd opgericht rond 1924 onder de naam FC Arendonk Sport en sloot zich aan bij de Koninklijke Belgische Voetbalbond (KBVB) onder het stamnummer 915. De club ging er in de gewestelijke reeksen spelen. In de jaren '40 klom de club op en in 1948 bereikte men de nationale bevorderingsreeksen, in die tijd het derde niveau. Eveneens in 1948 werd de clubnaam gewijzigd in Koninklijke Football Club Verbroedering Arendonk.
Arendonk kon zich de volgende jaren handhaven in Bevordering. In 1952 werden echter grote competitiehervormingen doorgevoerd en de bevorderingsreeksen werden voortaan gevormd door een nieuwe Vierde Klasse. Het aantal clubs in de hogere nationale reeksen werd verminderd, en ondanks zijn plaats in de middenmoot moest Verbroedering Arendonk een reeks zakken. 
Verbroedering Arendonk kon zich de volgende jaren nog even handhaven in Vierde Klasse, maar na een voorlaatste plaats in 1955 zakte de club na zeven jaar nationaal voetbal weer naar Eerste Provinciale. Na een seizoen kon men in 1956 nog even terugkeren in Vierde Klasse, maar men eindigde er meteen weer als laatste en zakte nu voorgoed naar de provinciale reeksen.
In maart 2018 maakte de club bekend te fusioneren met KFC Vrij Arendonk vanaf seizoen 2018-'19. De nieuwe club heet KFC Arendonk Sport en speelt met stamnummer 915. De clubkleuren zijn blauw en rood (voorheen blauw/geel). De wedstrijden worden gespeeld op de terreinen in het Meulegoor. Het oude stadion (ingehuldigd in 1959) van KFC Verbroedering Arendonk in de Kerkstraat moest plaatsmaken voor een nieuwe school.

## Infrastructuur
De club maakt gebruik van 10 terreinen in het sportpark Heikant. De eerste ploeg speelt op de velden in het Meulegoor.

## Lijst van hoofdtrainers
- 2018-2021: Geert Van Gompel
- 2021-2023: Jim Byns
- 2023: Koen Curinckx
- 2023-heden: Jan Verstraelen

## Oud-spelers
- Leo Hendrickx (1961–1962 en 1975–1979; in deze laatste periode als speler-trainer)
- Thomas Hooyberghs